# Aflatoxin

Cấu tạo hóa học của (–)-aflatoxin B_{1}

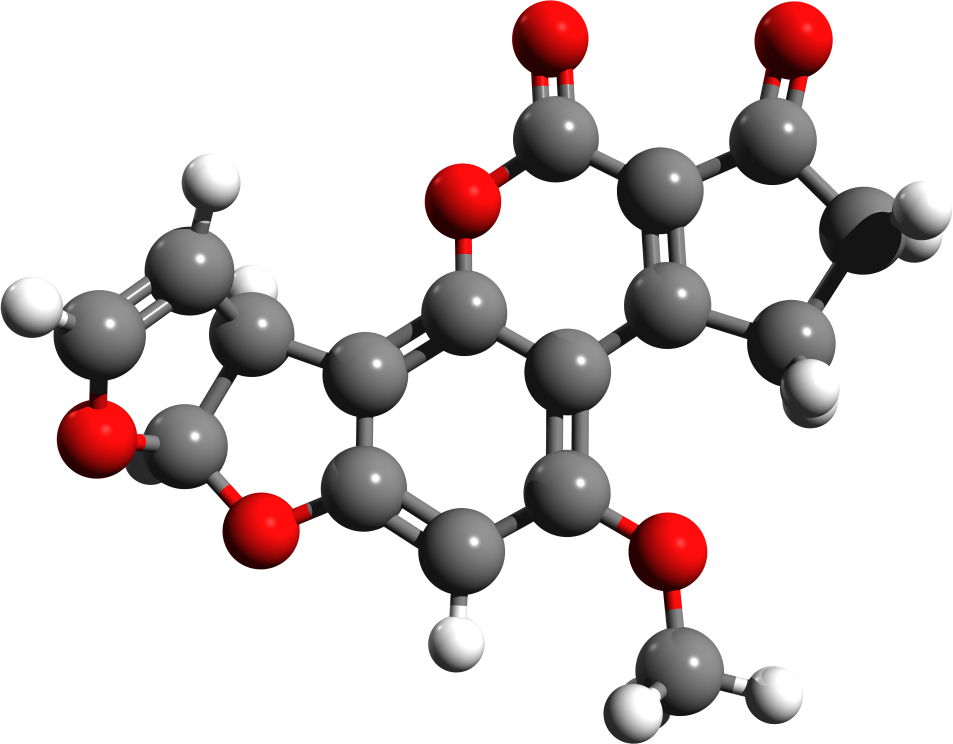
Cấu trúc 3D của aflatoxin B_{1}

Aflatoxin (tên đầy đủ là Aspergillus flavus toxins) là độc tố vi nấm sản sinh tự nhiên bởi một số loài Aspergillus, là một loại nấm mốc, đáng chú ý nhất là Aspergillus flavus và Aspergillus parasiticus. Aflatoxin là độc tố và là tác nhân gây ung thư. Sau khi thâm nhập vào cơ thể, các aflatoxin có thể được gan chuyển hóa thành dạng trung gian epoxit hoạt hóa hoặc được thủy phân và trở thành M1 ít độc hơn.

## Điều kiện gây nhiễm aflatoxin

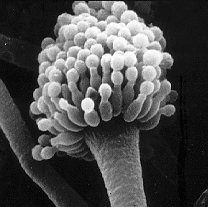
Aspergillus fumigatus nhìn dưới kính hiển vi điện tử

Các loài sinh aflatoxin thuộc chi Aspergillus phân bố rất rộng trong tự nhiên. Chúng có thể gây nhiễm và làm nhiễm độc hạt trước khi thu hoạch và trong quá trình bảo quản. Cây chủ rất dễ bị gây nhiễm bởi Aspergillus sau phơi nhiễm kéo dài trong môi trường có độ ẩm cao hoặc bị tổn thương bởi các điều kiện xấu như hạn hán hay thay đổi thời tiết.
Môi trường sống tự nhiên của Aspergillus là trong đất, thực vật mục nát, rơm rạ và ngũ cốc đang bị giảm sức đề kháng vi sinh vật nhưng nó có thể xâm nhập vào tất cả các loại chất hữu cơ mỗi khi có điều kiện thuận lợi để có thể phát triển. Điều kiện thuận lợi bao gồm độ ẩm cao (ít nhất là 7%) và nhiệt độ thích hợp, từ 13 đến 40oC (lý tưởng là từ 27 đến 30oC).
Các loại nông sản thường bị nhiễm aflatoxin là ngũ cốc (ngô, kê, lúa miến, gạo, lúa mì), hạt có dầu (lạc, đậu tương, hạt hướng dương, hạt bông), gia vị (ớt, hạt tiêu đen, rau mùi, nghệ, gừng) và các loại quả hoặc hạt khác như hạt dẻ, dừa…
Aflatoxin cũng có thể xuất hiện trong trứng,sữa và thịt của động vật được cho ăn bằng thức ăn nhiễm aflatoxin.
Hầu như tất cả các sản phẩm bơ lạc thương mại tại Hoa Kỳ có hàm lượng aflatoxin từ 0 ppb đến 20 ppb cho thực phẩm trực tiếp, còn nếu dùng trong chăn nuôi để vỗ béo cho bò, lợn, gia cầm trong giai đoạn cuối trước khi lấy thịt có thể chấp nhận mức 300 ppb nhưng trong thực tế thường thấp hơn nhiều mức khuyến cáo an toàn của Cục quản lý Dược phẩm và Thực phẩm Hoa Kỳ (FDA).

## Quy định của Hoa Kỳ
FDA đã đưa ra mức khuyến cáo về hàm lượng aflatoxin trong thực phẩm và thức ăn chăn nuôi nhằm bảo vệ sức khoẻ người tiêu dùng và sức khoẻ động vật.
Các giới hạn tối đa:
| Hàm lượng, ppb | Tiêu chí |
| -------------- | --- |
| 20             | Đối với ngô và các loại hạt dùng cho vật nuôi chưa trưởng thành (kể cả gia cầm chưa trưởng thành) và các vật nuôi cho sữa hoặc dùng cho các mục đích khác không được công bố; và đối với thức ăn chăn nuôi ngoại trừ ngô và bột từ hạt bông |
| 100            | Đối với ngô và các loại hạt dùng cho giống vật nuôi (bò, lợn) hoặc gia cầm đã trưởng thành |
| 200            | Đối với ngô và các loại hạt dùng cho lợn thịt từ 100 pound trở lên |
| 300            | Đối với ngô và các loại hạt dùng cho bò giai đoạn cuối (ví dụ vỗ béo) và đối với bột hạt bông dùng cho bò, lợn và gia cầm |

## Quy định của Việt Nam
Các giới hạn tối đa (ML) theo quy định của Bộ Y tế Việt Nam như sau:
| ML (microgam/kg) | Tiêu chí                                                   |
| ---------------- | ---------------------------------------------------------- |
| 5                | Đối với Aflatoxin B1 trong thực phẩm nói chung             |
| 15               | Đối với Aflatoxin B1, B2, G1, G2 trong thực phẩm nói chung |
| 0,5              | Đối với Aflatoxin M1 trong sữa và các sản phẩm sữa         |

## Các dạng aflatoxin và dạng chuyển hóa của chúng

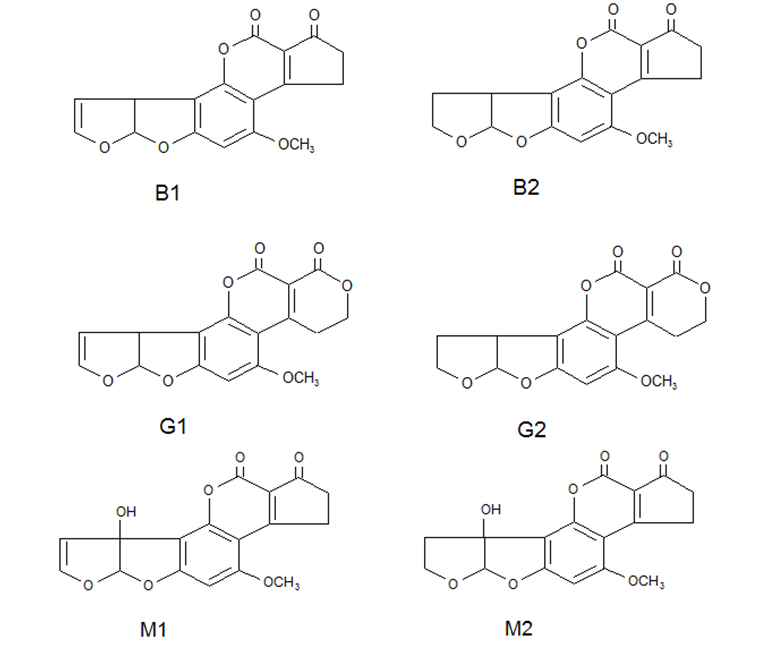
Các cấu tạo vi nấm độc tố vi nấm Aflatoxin

Có ít nhất 13 dạng aflatoxin khác nhau có trong tự nhiên. Aflatoxin B1 được coi là dạng độc nhất và được sản sinh bởi Aspergillus flavus và Aspergillus parasiticus. Aflatoxin G1 và G2 chỉ được sinh ra từ A. parasiticus. Sự có mặt của Aspergillus trong các sản phẩm thực phẩm không phải lúc nào cũng là chỉ thị về mức aflatoxin có hại mà nó biểu thị cho rủi ro đáng kể khi sử dụng thực phẩm.
Aflatoxin M1, M2 thường được phát hiện trong sữa của bò được cho ăn bởi các loại hạt bị nhiễm nấm mốc. Các độc tố này là sản phẩm của một quá trình chuyển hóa trong gan động vật. Tuy nhiên, aflatoxin M1 cũng có mặt trong sản phẩm lên men bởi Aspergillus parasiticus.
- Aflatoxin B1 & B2: được sinh ra bởi Aspergillus flavus và A. parasiticus.
- Aflatoxin G1 & G2: được sinh ra bởi Aspergillus parasiticus.[10]
- Aflatoxin M1: chất chuyển hóa của aflatoxin B1 trên người và động vật (trong sữa mẹ có thể phơi nhiễm tới mức ng).
- Aflatoxin M2: chất chuyển hóa của aflatoxin B2 trong sữa của bò được cho ăn thức ăn nhiễm aflatoxin.[11]
- Aflatoxicol.

## Tương tác với virus viêm gan B
Các nghiên cứu đã chỉ ra rằng việc đồng phơi nhiễm với virus viêm gan B (HBV) làm tăng nguy cơ ung thư (hepatocellular carcinoma) (HCC).

## Xét nghiệm ở người
Hiện tại, có hai phương pháp thường được sử dụng để phát hiện mức độ nhiễm aflatoxin ở người.
Phương pháp đầu tiên là tính lượng phức AFB1-guanine trong nước tiểu. Sự có mặt của các phân tử nhỏ hơn chỉ ra rằng có sự tồn tại aflatoxin trong vòng 24 giờ. Tuy nhiên, phương pháp này dựa trên sự thời gian bán hủy của sự chuyển hóa, mức độ AFB1-guanine tính được có thể thay đổi theo từng ngày, vì vậy nó chắc chắn không phải là phương pháp tốt để xác định hàm lượng aflatoxin đối với sự phơi nhiễm trong thời gian dài.
Một phương pháp khác là tính lượng phức AFB1-albumin trong huyết thanh. Cách tiếp cận này tính được lượng aflatoxin phơi nhiễm sau thời gian vài tuần đến vài tháng.